# Asociación de Radiodifusores de Chile
La Asociación de Radiodifusores de Chile es una asociación gremial chilena que agrupa a emisoras de radiodifusión, entendida únicamente como la radio, puesto que los canales de televisión chilenos de señal abierta se encuentran agrupados de forma independiente en la Asociación Nacional de Televisión (Anatel). A 2012 contaba con más de mil emisoras privadas afiliadas.

## Historia
La Archi fue fundada en 1933, aunque se constituyó oficialmente el 14 de enero de 1935, bajo el nombre de «Asociación de Broadcasters de Chile». Obtuvo su personalidad jurídica como Corporación de Derecho Privado el 19 de mayo de 1936, siendo la organización de medios de comunicación social más antigua de su país.
ARCHI ha organizado y transmitido los debates con los candidatos presidenciales en las elecciones de 2009, 2013, 2017 y 2021, los cuales fueron transmitidos voluntariamente en cadena nacional por las radioemisoras asociadas.
En abril de 2014 Archi se opuso activamente al proyecto de ley que introdujo la obligatoriedad de emitir un 20% de música chilena en la programación radial nacional, mediante una campaña de frases radiales con el pretexto de que «la música chilena debe fomentarse, no imponerse». La campaña fue calificada por la entonces ministra de Cultura Claudia Barattini como «agresiva» y fue criticada por la Sociedad Chilena del Derecho de Autor (SCD) y músicos como Valentín Trujillo y Joe Vasconcellos.

### Presidentes
Han ejercido como presidentes de ARCHI las siguientes personas:
| Presidente                       | Periodo    |
| -------------------------------- | ---------- |
| Félix Beweis                     | 1933-1940  |
| Jorge Quinteros Tricot           | 1940-1941  |
| Luis Brain Sánchez               | 1941-1942  |
| Ricardo Vivado Orsini            | 1942-1958  |
| Enrique Sánchez Matte            | 1958-1960  |
| Jorge Quinteros Tricot           | 1960-1961  |
| Enrique Sánchez Matte            | 1961-1962  |
| Ruperto Vergara Santa Cruz       | 1962-1963  |
| Enrique Sánchez Matte Mario Sáez | 1964-1965  |
| Ruperto Vergara Santa Cruz       | 1965-1971  |
| Daniel Ramírez Estay             | 1971-1972  |
| Carlos Figueroa Serrano          | 1972-1978  |
| Carlos Bulnes Echeverría         | 1978-1979  |
| Raúl Grez González (interino)    | 1979-1980  |
| Guillermo Morera                 | 1980-1981  |
| Ricardo Bezanilla Renovales      | 1981-1987  |
| Óscar Pizarro Romero             | 1987-1993  |
| Ernesto Corona Bozzo             | 1993-1997  |
| César Molfino Mendoza            | 1997-2005  |
| Luis Pardo Sáinz                 | 2005-2017  |
| Eduardo Martínez Espinoza        | 2017-2024  |
| Cristián Gálvez Plaza            | desde 2024 |

## Directiva
La actual Mesa Directiva de Archi 2024 está compuesta por:
- Cristián Gálvez Plaza (presidente)
- Pedro Durán Sanhueza (primer vicepresidente)
- Ximena Callejón Ortiz (segunda vicepresidenta)
- Solange Gómez Jelves (tercera vicepresidenta)
- Francisco Rodríguez Verdejo (director)
- Miguel Ángel Véliz Araya (director)
- René Venegas Olmedo (director)
- María Graciela Fuentes Parra (secretaria general)